# Avro 500
El Avro 500 (Type E) fue uno de los primeros aviones militares británicos, considerado como el primer diseño realmente exitoso de la firma Avro.

## Diseño y desarrollo

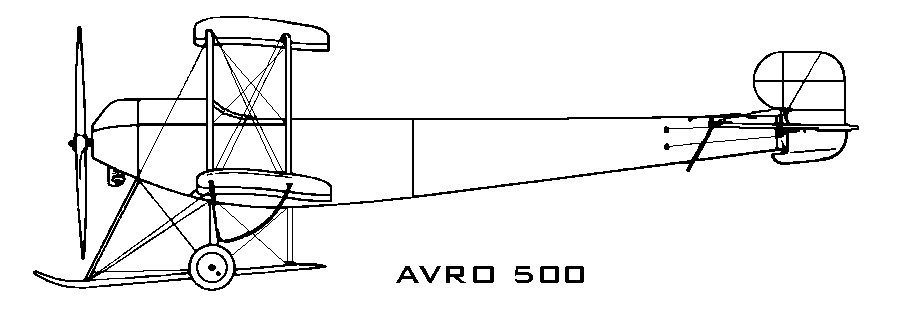
Perfil del Avro 500 con motor rotatorio.

En 1911, el Ministerio de Guerra británico pidió a los industriales un avión biplaza capaz de transportar una carga útil de 160 kg y capaz de mantenerse en el aire durante 4,5 horas, incluida por lo menos una hora a una altitud de 1370 m. La aeronave tenía que ser capaz de alcanzar los 88 km/h y un régimen de ascenso de 1 m/s. La aeronave también tenía que ser fácilmente desmontable para facilitar su transporte por carretera. Los fabricantes de aviones tuvieron nueve meses para construir y presentar una máquina apta para el vuelo.
Alliott Verdon-Roe diseñó, a partir del Avro Duigan, un biplano con alas iguales y no escalonadas y con estructura de madera recubierta de tela. La aeronave se controlaba mediante la deflexión del ala y un empenaje cruciforme sin plano vertical fijo, siendo el timón de forma angular y estando equipado con un ajuste aerodinámico. El fuselaje era de sección rectangular con lados planos y los radiadores estaban pegados a ambos lados del mismo, en el espacio interplanar. El conjunto se apoyaba en un patín axial que soportaba una hoja de acero que actuaba como amortiguador, rematado por dos ruedas. Un soporte en popa completaba el montaje. La anchura del tren de aterrizaje era muy estrecha, los topes bajo los planos inferiores aseguraban la estabilidad durante la rodadura.

## Versiones
Type E
El prototipo, inicialmente designado como Military Biplane One (Biplano Militar Uno), voló por primera vez el 3 de marzo de 1912 con un motor E.N.V. de 60 hp refrigerado por agua. Las pruebas revelaron cualidades interesantes, pero la velocidad máxima y el régimen de ascenso dejaron algo que desear. Este prototipo desafortunadamente se estrelló el 29 de junio de 1913 durante un vuelo de entrenamiento, matando al estudiante que lo volaba.
500
Alliott Verdon-Roe también quiso ofrecer a la Oficina de Guerra un Type E con un motor ABC de 60 hp. Como no estaba listo, el segundo prototipo fue equipado con un motor rotativo Gnome de 7 cilindros y 37 kW (50 hp). Era 45 cm más corto, pero especialmente destacaban los 50 kg menos en báscula; este nuevo prototipo voló el 8 de mayo de 1912. Respondiendo a las peticiones de la Oficina de Guerra, el mismo fue comprado por el Ejército británico, que ordenó otras dos máquinas, equipadas en doble mando, para el RFC. Considerando este avión como su primer avión exitoso, Alliott Verdon-Roe decidió renombrarlo como Avro 500. Cuatro aviones más fueron entregados al RFC y seis al Almirantazgo Británico. Un Avro 500, financiado por suscripción pública, fue entregado al Gobierno portugués, uno sirvió como  demostrador del modelo Avro antes de ser requisado por el Real Servicio Aéreo Naval (RNAS) al comienzo de la guerra, y uno fue adquirido por un particular, J. Laurence Hall, también requisado por la Oficina de Guerra. Al menos un avión estuvo equipado con alerones y un timón redondeado similar al del Avro 504, otro recibió un motor Gnome et Rhône de 100 hp.
502 (Type Es)
Versión monoplaza del 500, cinco construidos.

## Operadores
Portugal
- Aeronáutica Militar

 Reino Unido
- Real Cuerpo Aéreo
- Real Servicio Aéreo Naval

## Especificaciones (Type E)
Referencia datos: Avro Aircraft since 1908

### Características generales
- Tripulación: Uno (piloto)
- Capacidad: Un pasajero
- Longitud: 9,3 m (30,5 ft)
- Envergadura: 11 m (36 ft)
- Altura: 3 m (9,7 ft)
- Superficie alar: 31 m² (333,7 ft²)
- Peso vacío: 499 kg (1099,8 lb)
- Peso cargado: 748 kg (1648,6 lb)
- Planta motriz: 1× motor lineal de cuatro cilindros refrigerado por agua E.N.V. Type D.
  - Potencia: 45 kW (62 HP; 61 CV)
- Hélices: Avro bipala de paso fijo

### Rendimiento
- Velocidad máxima operativa (Vno): 80 km/h (50 MPH; 43 kt)
- Alcance: 6 h
- Régimen de ascenso: 0,9 m/s (169 ft/min)

## Aeronaves relacionadas

### Secuencias de designación
- Secuencia Alfabética (interna de Avro): Type D - Type E - Type Es - Type F - Type G - Type H →
- Secuencia Numérica (interna de Avro): 500 - 501 - 502 - 503 - 504 - 507(juego de alas) →